# Beowulf (personnage)
Pour les articles homonymes, voir Beowulf (homonymie).
Beowulf est un héros puis roi des Geats légendaire. Il est le personnage central du poème anglo-saxon Beowulf, qui relate ses combats contre Grendel et sa mère, puis son arrivée sur le trône des Geats et sa mort, après cinquante années de règne, en affrontant un dragon qui terrorisait son pays.

## Étymologie
Plusieurs hypothèses existent quant à la signification de son nom. La plus répandue l'interprète comme bee-wolf, « loup des abeilles », un kenning pour désigner l'ours.

## Dans la culture populaire
Au cinéma et à la télévision, le rôle de Beowulf a été interprété par :
- Christophe Lambert dans Beowulf (1999) ;
- Vladimir Kulich dans Le 13e Guerrier (1999) ;
- Gerard Butler dans Beowulf, la légende viking (2005) ;
- Ray Winstone dans La Légende de Beowulf (2007) ;
- Chris Bruno dans Beowulf et la Colère des dieux (2007) ;
- Kieran Bew dans Beowulf : Retour dans les Shieldlands (2016).

L'astéroïde (38086) Beowulf porte son nom.